# Албанска колонизација Косова
Албанска колонизација Косова односи се на насељавање територије Косова и Метохије етничким Албанцима. Косово и Метохија су били унутар Османског царства од 1455. до 1912. године, најпре као део Румелијског вилајета, а од 1864. као Косовски вилајет. Са исламизацијом ових претходно хришћанских простора дошло је до промена демографске слике од доминантно српско-хришћанске до албанско-муслиманске већине.
До 13. века не постоји ни један извор који потврђује да су Албанци насељавали Косово и Метохију или подручје Епира, региона које су почели да насељавају након доласка Османског царства.